# Kupola na skali
Kupola na skali (arabsko مسجد قبة الصخرة, latinizirano: Masjid Qubbat As-Sakhrah, hebrejsko כיפת הסלע, latinizirano: Kipat Hasela) je islamsko svetišče v Jeruzalemu, zgrajeno leta 691, najstarejše islamsko svetišče na svetu.
Kupola na skali je zgrajena na starodavni umetni ploščadi, ki jo Judje imenujejo Tempeljski grič (הַר הַבַּיִת, Har haBayit), muslimani pa Veličastno svetišče (Haram al-Sharif) in je za obe verstvi svet. Na hribu je namreč stal judovski Drugi tempelj, ki je bil med rimsko-judovsko vojno v obleganju Jeruzalema leta 70 pr. n. št. porušen. Od templja je ostal samo zahodni Zid žalovanja, ki je najsvetejše judovsko mesto. Na hribu stoji tudi mošeja Al Aksa, ki je tretje najsvetejše muslimansko mesto.

## Zgradba
Leta 637 je med invazijo na Bizantinsko cesarstvo Jeruzalem zasedla vojska Rašidunskega kalifata.
Kupolo na skali so gradili od leta 685 do leta 691. Gradnjo je naročil umajadski kalif Abd al-Malik ibn Marwan (685-705), načrte zanjo pa sta naredila arabska arhitekta Raja ibn Haywah Al-Kindi iz Baysana, ki je bil tudi kaligraf in je bil zadolžen za notranju ureditev, in Yazid Ibn Sallam iz Jeruzalema. Svetišče naj bi služilo predvsem romarjem in ne kot mošeja za vsakdanja bogoslužja. Mošeja bi se morala s svojo lepoto tudi kosati z že zgrajenimi objekti drugih verstev.
Profesor Šlomo Dov Goitein trdi, da je bila Kupola na skali zgrajena zato, da bi odstranila fitno, se pravi motnje, ki so jih povzročale mogočne zgradbe in svetišča drugih verstev. Mošeja je s svojo kupolo poskušala tekmovati s krščanskimi kupolami in ima obliko rotunde, ki je islamu sicer tuja, njene mere pa so zelo podobne meram kupole bazilike Svetega groba v Jeruzalemu. Kupola ima premer 20,20 m in višino 20,48 m (premer kupole bazilike Svetega groba je 20,90 m, višina pa 21,05 m). Kupola in okna pod njo slonijo na krožnih kolonadah. Zunanja zgradba je osmerokotne oblike in ima štiri vhode. Stranice osmerokotnika so dolge 18 m in visoke 11 m. Zunanje stene so obložene s keramičnimi ploščicami z različnimi vzorci. Prvotne steklene mozaike nad okni so leta 1554 zamenjali s turškimi strešniki.
V notranjosti mošeje dominira ploska živa skala, ki prekriva skoraj ves prostor pod kupolo. Obdana je s kolonado stebrov s korintskimi kapiteli, ki nosijo polkrožne loke. Notranjost je razkošno okrašena z marmornimi ploščami in mozaiki različnih geometrijskih oblik s simetričnimi vzorci, pa tudi z vzorci vinske trte in dreves na zlati podlagi. Mozaiki prestavljajo Rajski vrt in trofeje iz vojn, ki jih muslimani darujejo Bogu.
Na frizu notranjih zidov so citati iz Korana, pomešani z drugimi teksti in podatki o zgradbi. Izdelani so kot zlati mozaiki na turkizno zeleni podlagi. Romar je moral te napise prebrati najprej med hojo v smeri urnega kazalca, potem pa še v nasprotni smeri. Omenjeni teksti so najstarejši ohranjeni napisi iz Korana, ki so se tudi prvič v zgodovini uporabili kot arhitektonska dekoracija. Preproge v mošeji so novejše, vendar izdelane po izvirnih vzorcih.
Kupola je znotraj ometana in obložena z emajliranimi oplatami, zunaj pa pokrita s pozlačenimi svinčenimi ploščami. Za pozlato so pretalili 100.000 zlatih dinarjev.

## Zgodovina

### Križarji
Kupola na skali je po križarski zasedbi Jeruzalema in ustanovitvi Jeruzalemskem kraljestvu prešla v posest avguštincev, ki so jo preuredili v katoliško cerkev. Sosednja mošeja Al Aksa je leta 1104 postala kraljeva palača Baldvina I. Jeruzalemskega. V 12. stoletju je bil v Kupoli na skali tudi sedež vitezov templjarjev, ki so bili prepričani, da stoji mošeja na mestu nekdanjega Salomonovega templja. Imenovali so jo tudi Templum Domini in jo upodobili na uradnem pečatu velikih mojstrov reda Evrarda de Barresa in Regnauda de Vichiera. Mošeja je postala model za templjarske cerkve po Evropi.

### Ajubidi in mameluki
2. oktobra 1187 je po 88 letih križarske oblasti Saladin osvojil Jeruzalem in Kupola na skali je spet postala muslimansko svetišče. Križ na vrhu kupole so zamenjali z zlatim polmesecem, skalo v mošeji pa so ogradili z leseno ograjo. Preureditev mošeje je vodil Saladinov nečak al-Malik al-Mu'azzam Isa.
V času mamelukov (1250-1510) je bila mošeja pod posebnim varstvom mameluških sultanov.

### Osmansko cesarstvo (1517-1917)
Med vladanjem Mahmuda II. so na mošeji leta 1817 opravili obsežna restavratorska dela. Leta 1845 so obnovili tudi sosednje samostojno stoječo Prerokovo kupolo (arabsko Qubbat an-Nabi), imenovano tudi Gabrijelova kupola (Qubbat Jibril), ki je bila zgrajena leta 1538 in prvič obnovljena leta 1620.

### Britanski mandat (1917-1948)
11. julija 1927 je močan potres uničil velik del tistega, kar so na kupoli opravili v prejšnjih letih.

### Od leta 1948 do danes
V času jordanskega vladanja v Jeruzalemu je bil Judom vstop v Staro mesto prepovedan. Po izraelski zmagi v Šestdnevni vojni (5.-10. junij 1967) je prišla Kupola na skali pod oblast Izraela. Prebivalstvo je postalo do muslimanov zelo nestrpno in rabin Šlomo Goren je od generala Uzija Narkisa celo zahteval, da vojska zaminira Omarjevo mošejo. Njegovo zahtevo so zavrnili in jo kasneje celo zanikali. Odnosi so se kmalu umirili in Šlomo Goren je še istega leta obiskal Kupolo na skali in s seboj nosil toro in šofar.
Po zmagi v Šestdnevni vojni so na Kupolo na skali obesili izraelsko zastavo, a so je na zahtevo generala Moše Dajana po nekaj urah sneli in Tempeljski grič v znak sprave prepustili v upravljanje muslimanom.
Sionistična gibanja ortodoksnih Judov še vedno zahtevajo, da se Kupolu na skali prestavi v Meko in na njenem mestu zgradi Tretji tempelj. Takšna zahteva je zaradi svetosti zgradbe in samega prostora skrajno sporna.
Leta 1955 so začeli s pomočjo Jordanije, arabskih držav in Turčije mošejo prenavljati. Najprej so zamenjali mnogo keramičnih ploščic, ki so bile še iz časa osmanskega sultana Sulejmana Veličastnega in jih je uničilo vreme. Leta 1960 so svinčene plošče na kupoli zamenjali z bolj trajnimi ploščami iz aluminija in brona. Dela so zaključili avgusta 1960. Leta 1998 so z donacijo jordanskega kralja Huseina, ki je znašala 8,2 milijona dolarjev, kupolo znova pozlatili, za kar so porabili 80 kg zlata.

## Verski pomen Kupole na skali
Tempeljski hrib je sveto mesto za tri velika verstva: islam, judaizem in krščanstvo. Muslimani verujejo, da je s skale v Kupoli na skali Mohamed v spremstvu angela Gabrijela odšel v nebo. Za Jude je prostor okrog skale najsvetejši kraj na svetu, ker je v obdobju templjev tam stalo Najsvetejše, kristjani pa so prepričani, da je v času Bizantinskega cesarstva na tem mestu stala majhna cerkev sv. Kira in sv. Janeza, ki jo je zgradila mati cesarja Konstantina Velikega. Cerkev se je kasneje preimenovala v cerkev Svete modrosti.

## Dostopnost
Kupola na skali je v lasti in upravljanju Ministrstva za Awqaf Kraljevine Jordanije.
Do sredine 19. stoletja je bil vstop na to področje za nemuslimane prepovedan. Od leta 1967 je vstop nemuslimanom dovoljen, vendar omejen, nemuslimanskim svečenikom pa je vstop še vedno prepovedan.
Leta 2000 je Tempeljski grič obiskal izraelski politik Ariel Šaron. Njegov obisk so nekateri muslimani imeli za provokacijo. Izbruhnili so nemiri in nemuslimanom so vstop ponovno prepovedali.
Leta 2006 so vstop ponovno dovolili. Omejili so ga na nekaj ur dnevno, še vedno pa ni dovoljen ob petkih, sobotah in muslimanskih verskih praznikih. Vstopnine ni. Vstop je možen samo skozi Mugrabijeva (Maimonidova) vrata v zahodnem zidu. Vstop na Tempeljski hrib čez Bombažni trg (Suq Al-Qatanin) in vstop v samo mošejo nista dovoljena. Na vhodu je strog varnostni pregled obiskovalcev. Vnos judovskih molitvenikov in glasbenih instrumentov je prepovedan.
Poleg omejitev, ki jih predpisuje Muslimanski svet, vstop prepovedujejo tudi ortodoksni judovski rabini, ker ga imajo za kršitev judovskih verskih predpisov. Njihova prepoved temelji na dejstvu, da natančna lokacija Najsvetejšega v porušenem Drugem templju ni znana. Ker je bil vstop v Najsvetejše dovoljen samo najvišjim svečenikom, velja zaradi morebitne kršitve tega dovoljenja zdaj prepoved za cel kompleks. Manj ortodoksni rabini vstopa na Tempeljski hrib ne prepovedujejo.